# 小茂田青樹
小茂田 青樹（おもだ せいじゅ、1891年（明治24年）10月30日 - 1933年（昭和8年）8月28日）は、大正から昭和初期の日本画家。「詩情の画家」と呼ばれる。

## 略歴

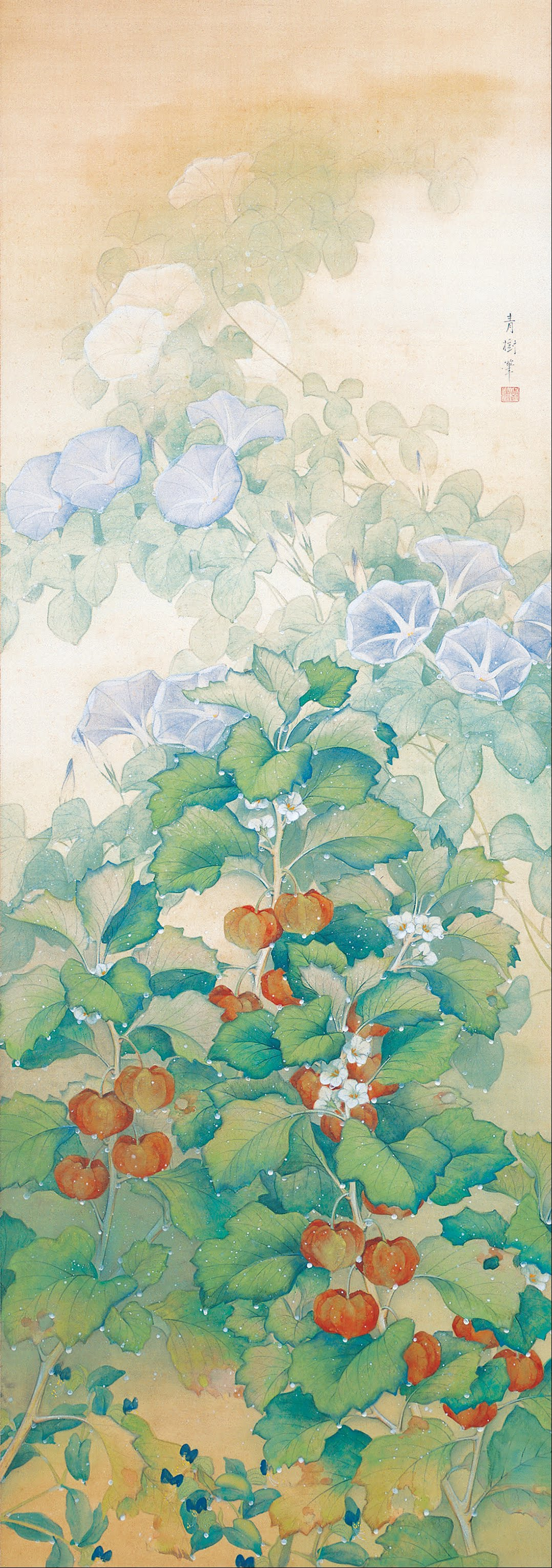
『朝露』1932年（足立美術館）

埼玉県入間郡川越町（現川越市）に、呉服商・小島徳右衛門の次男として生まれる。本名は小島茂吉。通称は茂。1896年（明治29年）、叔父の養子となり小茂田姓になる。
17歳で上京。当時は川越町と東京市を結ぶ鉄路がなく、寄宿したのが松本楓湖の隣家であった。その縁もあって楓湖の「安雅堂画塾」に入門。なお、同日に、終生ライバル関係となる速水御舟も入門。1913年（大正2年）、第13回巽画会展に出品、原富太郎に買い上げられ、以降、支援を受ける。翌年、今村紫紅が主宰する赤曜会に参加し、青樹と号する。
1915年（大正4年）の再興院展に「小泉夜雨」が初入選。その後、肺結核となり川越の実家で静養する。1918年（大正7年）、第5回再興院展で「菜園」が入選。1921年（大正10年）、第8回再興院展に洋画的な手法と細密表現の際立つ「出雲江角港」を出品し、横山大観らに推挙され日本美術院の同人となる。1929年（昭和4年）、杉立社を組織、また帝国美術学校（現武蔵野美術大学）教授に就任。1931年（昭和6年）、日本画が本来もつ装飾性に眼を向けた「虫魚画巻」を第18回院展で発表。
1933年（昭和8年）、咽頭結核が悪化し神奈川県逗子市で死去。41歳没。墓所は川越市の広済寺にある。

## 代表作

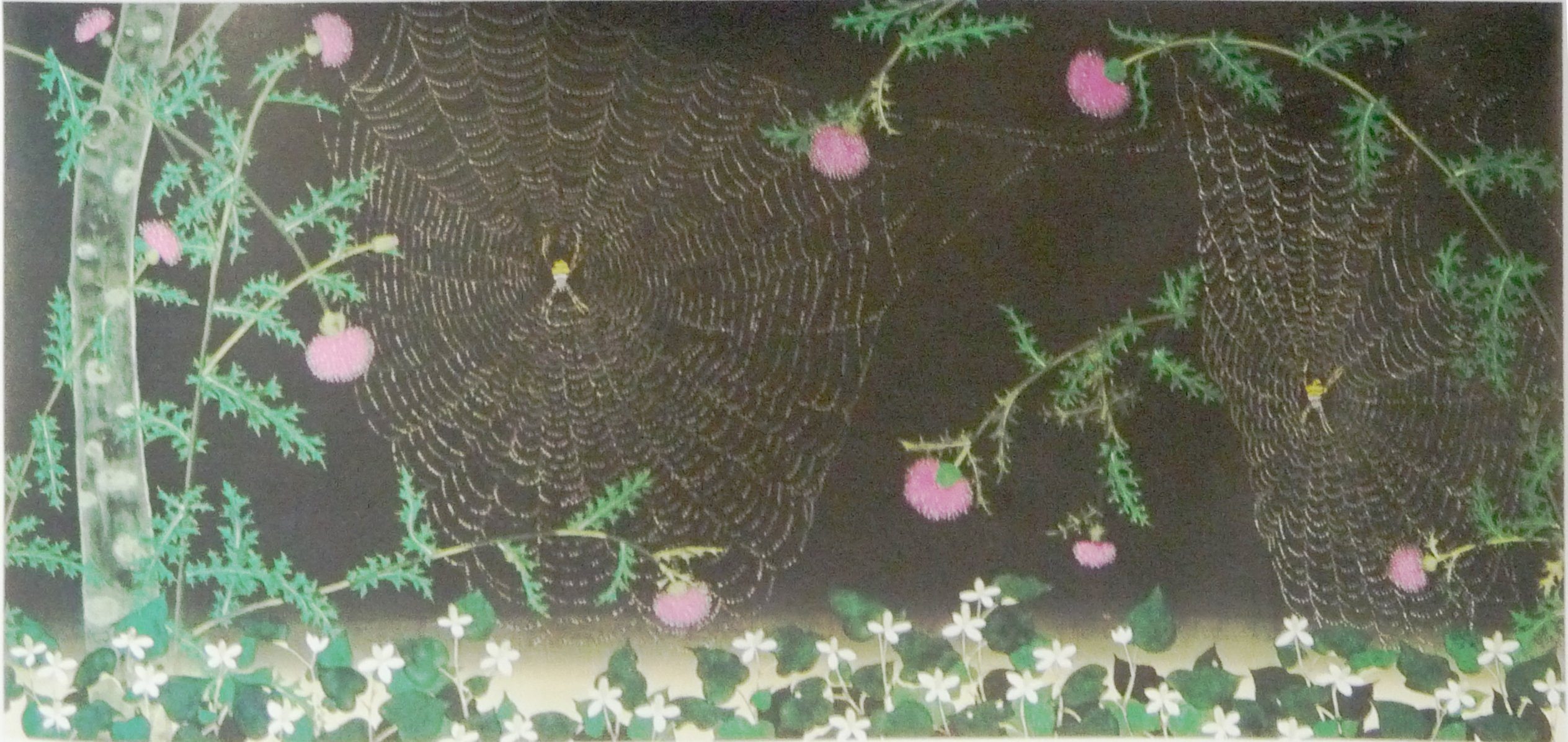
「夜露」（「虫魚画巻」の一枚）

- 「虫魚画巻」（東京国立近代美術館, 1931年）
- 「出雲江角港」（東京国立近代美術館, 1921年）
- 「ポンポンダリア」（横浜美術館, 1922年）
- 「鳴鶏」（埼玉県立近代美術館, 1930年）
- 「春の夜」（埼玉県立近代美術館, 1930年）
- 「松江風景」（東京国立近代美術館, 1920年）
- 「双鳩図」（京都国立近代美術館, 1920年）
- 「秋意」（川越市立美術館, 1926年）
- 「麦踏」（埼玉県立近代美術館, 1919年）
- 「春庭」（山種美術館, 1918年）
- 「漁村早春」（愛知県美術館, 1921年)